# Clément Tabur
Clément Tabur (24 januari 2000) is een Franse tennisser. Hij heeft nog geen ATP-toernooien op zijn naam staan. Hij nam deel aan een grandslam. 

## Prestatietabel dubbelspel
| Legenda | Legenda                          |
| ------- | -------------------------------- |
| g.t.    | geen toernooi gehouden           |
| l.c.    | lagere categorie                 |
| –       | niet deelgenomen                 |
| G       | uitgeschakeld in de groepsfase   |
| 1R      | uitgeschakeld in de eerste ronde |
| 2R      | uitgeschakeld in de tweede ronde |
| 3R      | uitgeschakeld in de derde ronde  |
| 4R      | uitgeschakeld in de vierde ronde |
| KF      | uitgeschakeld in de kwartfinale  |
| HF      | uitgeschakeld in de halve finale |
| F       | de finale verloren               |
| W       | het toernooi gewonnen            |
| w-v     | winst/verlies-balans             |

| Grandslamtoernooien   |      |      |
| Australian Open       | –    | –    |
| Roland Garros         | 1R   | 1R   |
| Wimbledon             | –    |      |
| US Open               | –    |      |
| ATP World Tour Finals |      |      |
| ATP World Tour Finals | –    |      |
| Olympische Spelen     |      |      |
| Olympische Spelen     | g.t. | g.t. |
| Statistieken          |      |      |
| Totaal aantal titels  | 0    |      |
| Eindejaarsranking     |      |      |